# Xanthaciura flavicauda
Xanthaciura flavicauda är en tvåvingeart som beskrevs av Aczel 1952. Xanthaciura flavicauda ingår i släktet Xanthaciura och familjen borrflugor. Inga underarter finns listade i Catalogue of Life.